# Fuerzas de Defensa de Israel
Las Fuerzas de Defensa de Israel (FDI; en hebreo: צְבָא הַהֲגָנָה לְיִשְׂרָאֵל (escuchar), Tsevá HaHaganá LeYisrael, nombrado con su acrónimo צה"ל, Tzáhal), es el nombre genérico para las Fuerzas Armadas del Estado de Israel. La entidad está encargada de defender los intereses israelíes en temas territoriales y de defensa nacional.
Las Fuerzas de Defensa de Israel están compuestas por la Fuerza Aérea (Heyl Ha'Avir), la más avanzada de la región; la Marina de Guerra (Heyl Ha'Yam); y las fuerzas terrestres de Infantería, Blindados, Ingenieros de Combate, Logística e Inteligencia, en el que sirven conjuntamente soldados profesionales con reservistas y reclutas cumpliendo con su servicio militar, además de la Guardia de Fronteras (conocida como «Magav» o Mishmar HaGvul).
Funcionan bajo un mando unificado, encabezado por el jefe de Estado Mayor (Ramatcal), cargo ocupado actualmente por el general Eyal Zamir, como responsable ante el ministro de Defensa. El jefe de Estado Mayor es nombrado por el gobierno, por recomendación del primer ministro, actualmente Benjamín Netanyahu, y el Ministro de Defensa, a la fecha Israel Katz, por un período de tres años que usualmente se prolonga por un año adicional.
Con un pequeño ejército permanente y activo de 187.000 soldados profesionales y personal de carrera, las Fuerzas de Defensa de Israel se basan sobre todo en sus reservas de 565.000 soldados, llamadas de forma regular para entrenamiento y servicio. Cuando se movilizan las reservas en tiempos de guerra, el ejército puede sumar hasta 752.000 soldados combatientes, número considerable tratándose de un país con solo ocho millones de personas y cuya movilización puede tomar entre 24 y 72 horas. A mediados de 2024, unos 23.390 ciudadanos estadounidenses servían en el ejército israelí. En cuanto a su fuerza bélica, Israel dispone de 601 aviones militares, de los cuales 241 son cazas. También cuenta con 2200 tanques y 650 piezas de artillería autopropulsada.

## Historia

### Etimología
El gobierno de Israel ratificó el nombre Fuerzas de Defensa de Israel (en hebreo: צְבָא הַהֲגָנָה לְיִשְׂרָאֵל) en mayo de 1948, que significa literalmente Ejército de Defensa de Israel. Otros nombres sugeridos fueron Tzva Yisra'el (צְבָא יִשְׂרָאֵל). El primer término fue elegido pues era conveniente la idea de un ejército con labores de defensa de un estado recién creado. Sin embargo varios políticos y partidos preferían en nombre Tzva Yisra'el.

### Creación
Las FDI fueron creadas el 26 de mayo de 1948 después de la Declaración de independencia del Estado de Israel «para proteger a los habitantes de Israel y luchar contra todas las formas de terrorismo que amenazan la vida cotidiana». Las Fuerzas de Defensa de Israel fueron creadas a partir de unidades preexistentes del Ejército Británico (otrora efectivos de la Brigada Judía que combatieron bajo bandera británica durante la Segunda Guerra Mundial) y la Haganá (en particular su rama operativa, el Palmaj).
Después de la creación de las FDI, las dos organizaciones armadas clandestinas judías Irgún y Leji se unieron a las fuerzas como una organización separada, pero se les permitió actuar de manera independiente en algunos sectores hasta el final de la guerra árabe-israelí de 1948. Posteriormente estas dos organizaciones fueron disueltas y sus miembros integrados a las Fuerzas de Defensa de Israel. De 1956 a 1966, el Tzahal encaró menos conflictos, lo que le permitió modernizarse y convertirse en un efectivo ejército profesional. En este período, Israel desarrolló nuevas tecnologías y con ello un armamento superior. A raíz de estos acontecimientos, las FDI cada vez más se convirtieron en uno de los más poderosos y modernos ejércitos del mundo.
Después de una década relativamente tranquila, el Tzahal hizo frente a cinco guerras importantes con sus vecinos árabes en menos de 50 años: la guerra de los Seis Días (1967), la guerra de Desgaste (1969-1970), la guerra de Yom Kipur (1973), la primera guerra del Líbano (1982-1985) y la segunda guerra del Líbano (2006).

## Misión y objetivos

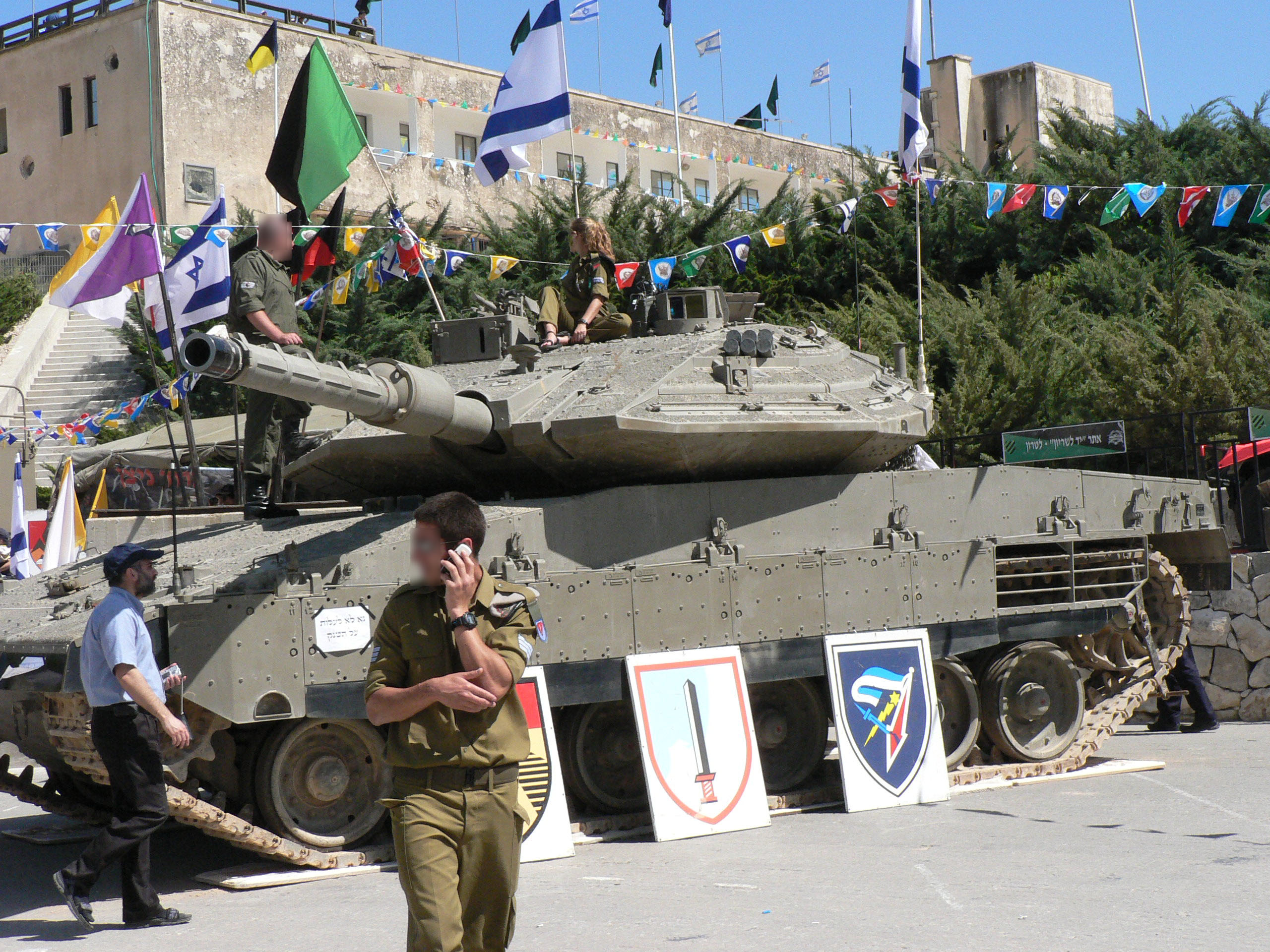
Soldados israelíes junto a un carro de combate Merkava IV

Sus objetivos son la defensa de la existencia, la integridad territorial y la soberanía del Estado de Israel y la protección de sus habitantes.

### Servicio regular

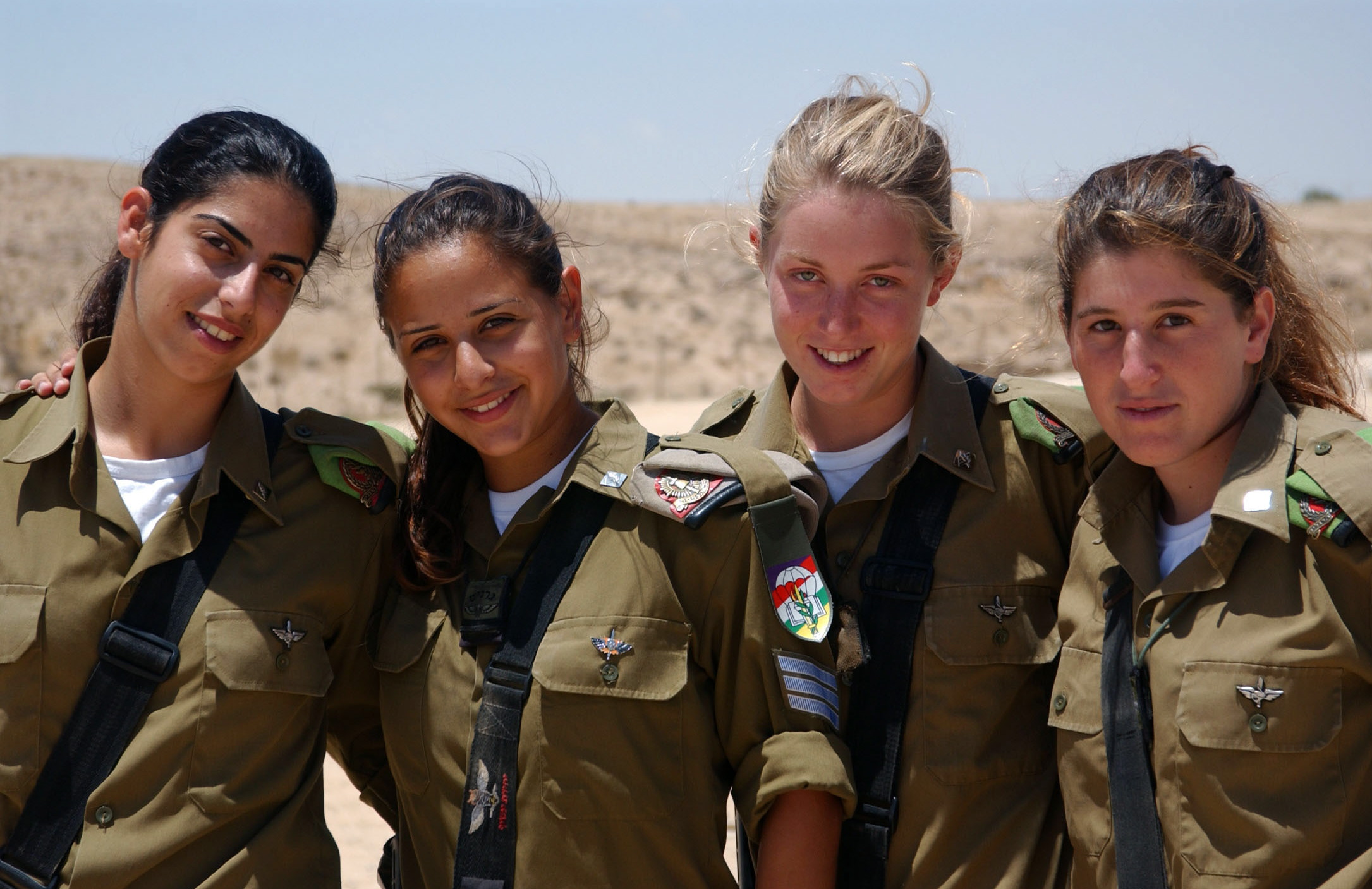
En Israel el servicio obligatorio en el ejército es prestado tanto por hombres como mujeres.

Dado el estado de constante actividad militar en las fronteras israelíes desde 1948, el Tzahal es una de las instituciones más importantes y numerosas del Estado, y el gran número de militares profesionales se ve suplementado por el servicio militar obligatorio para la mayoría de los ciudadanos mayores de 18 años, tanto hombres como mujeres, así como por un largo período de reserva, aunque puede haber excepciones por motivos religiosos, motivos físicos o psicológicos. Los hombres, tanto judíos como drusos y beduinos, realizan un servicio militar de 32 meses y las mujeres un servicio de 24 meses, ambos con la posibilidad de ser contratados, si es que el ejército los requiere, por un periodo de unos años o de por vida. Los inmigrantes —olim hadashim— también son llamados al servicio regular. La duración del mismo depende de la edad, sexo y profesión de los mismos. En aquellos que han cumplido servicio regular en sus países de origen, se les descuenta dicho periodo de sus obligaciones.

### Servicio de reserva
Después del servicio regular, los hombres pueden ser llamados para el servicio de reserva durante un mes por año, hasta la edad de 45 años, y pueden ser llamados para el servicio activo inmediatamente en tiempos de crisis. En la mayoría de los casos el servicio de reserva se lleva a cabo en la misma unidad durante años y por las mismas personas. Muchos de los soldados que han servido en el servicio activo continuaron reuniéndose en la reserva después de años de gestión como activos, convirtiéndose este deber en una fuerte unión en la sociedad israelí.
Las unidades no siempre llaman a la totalidad de sus reservistas todos los años. Prácticamente no existen excepciones para los reservistas llamados a las filas en un momento de crisis, pero la experiencia ha demostrado que en esos casos rara vez se las solicitan.

### Servicio de Guardia de Fronteras
Algunos soldados de las FDI sirven su servicio militar obligatorio en el Mishmar HaGvul (Magav), la Policía de Fronteras de Israel —una sección de la Policía de Israel—. Una vez que los soldados de las FDI completan su entrenamiento de combate realizan un entrenamiento suplementario para actuar en el contraterrorismo y la Guardia de Fronteras. Entonces son asignados a cualquiera de las unidades de la Guardia de Fronteras en todo el país.
Las unidades de la Guardia de Fronteras luchan junto con el resto de las unidades ordinarias de las FDI. Ellos también son responsables de la seguridad en grandes zonas urbanas como la ciudad de Jerusalén. El cuerpo, que se estima en unos 6000 efectivos, cuenta entre sus filas con miembros no judíos (cristianos, drusos, beduinos y árabes).
Muchos oficiales de la Guardia de Fronteras provienen de las unidades de combate de las FDI. Aunque la Guardia de Fronteras conservan su propia estructura de mando, sobre el terreno son casi indistinguibles de las fuerzas ordinarias de las unidades de las FDI.

## Organización regional
El Ejército de Israel esta básicamente organizado en cuatro mandos regionales: el Mando Norte (Pikúd Ha'Tzafón), el Mando Central (Pikúd Ha'Merkáz), el Mando Sur (Pikúd Ha'Darom) y el Mando del Frente Doméstico (Pikúd Ha'Oref).

## Minorías en las FDI
Las minorías no judías solían servir en una de las varias unidades especiales: la Unidad de Minorías, también conocida como Unidad 300; la Unidad de Reconocimiento Drusa, y la Unidad de Rastreadores, integrada principalmente por beduinos del Néguev. En 1982, el Estado Mayor de las FDI decidió integrar las fuerzas armadas mediante la apertura de otras unidades a las minorías, así como la inclusión de conscriptos judíos en la Unidad de Minorías. Hasta 1988 y por razones de seguridad, los cuerpos de inteligencia y de la fuerza aérea permanecieron cerrados a las minorías.

### Drusos y circasianos

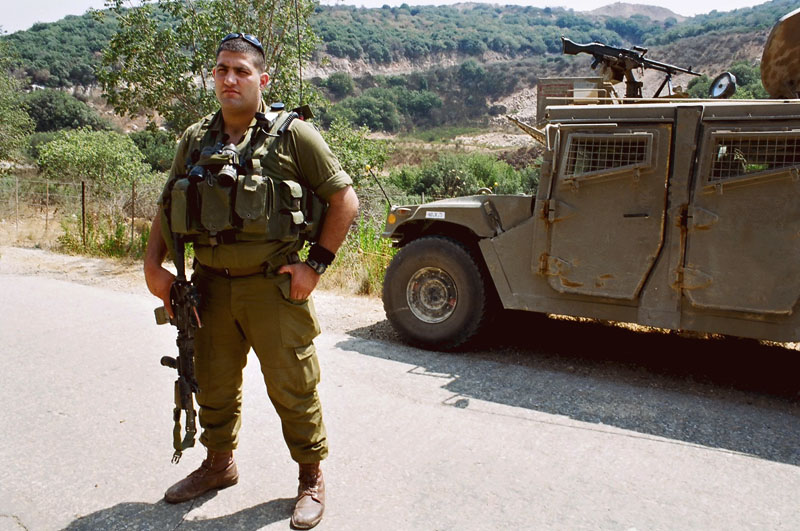
Comandante druso del Batallón Herev de las Fuerzas de Defensa de Israel

Aunque Israel es un Estado judío y la mayoría de sus soldados abrazan esa religión, desde 1956 los drusos y circasianos están sujetos a la conscripción obligatoria a las FDI, en igualdad con los judíos de Israel. En un principio, sirven en el marco de una unidad especial denominada Unidad de Minorías, como un batallón independiente. Sin embargo, desde la década de 1980 los soldados drusos han protestado contra esta práctica, ya que ellos deseaban acceder a las unidades de élite, como las unidades Sayeret de reconocimiento. Fue entonces cuando el ejército, en reconocimiento a su patriotismo, fue paulatinamente incorporando soldados drusos en las unidades de combate regulares y los ha promovido a los más altos rangos. En los últimos años, varios oficiales drusos han alcanzado rangos tan altos como el de Aluf (general), y muchos han recibido condecoraciones por servicios destacados.
En proporción a su número, los drusos logran los niveles más altos en el ejército israelí. El primer navegante aéreo druso completó su formación en 2005 y su identidad está protegida, como la de todos los pilotos de la Fuerza Aérea de Israel. Durante la guerra de Independencia de Israel, muchos de los drusos que se volcaron inicialmente con los árabes, desertaron de sus filas para regresar a sus pueblos o unirse del lado de Israel en varias de sus unidades.
El servicio militar es una tradición entre la población drusa, con el 83 por ciento de los varones drusos sirviendo en el ejército y el 87 por ciento de estos están incorporados en el Batallón Herev, unidad de combate conformada exclusivamente por soldados drusos. 369 soldados drusos murieron en operaciones de combate desde el nacimiento del Estado de Israel en 1948.

### Cristianos y arameos
El servicio militar no es una tradición arraigada en la población cristiana de Israel. En 2014, las Fuerzas de Defensa de Israel envió sus primeras «órdenes voluntarias» a los cristianos israelíes, que, como los beduinos, pueden servir en el ejército. Hasta entonces, los cristianos que querían ser voluntarios tenían que hacerlo por sus propios medios.  La mayoría de cristianos viven en ciudades mixtas con árabes musulmanes, los cuales recurren a amenazas o violencia para evitar su inscripción en las fuerzas armadas israelíes. Para contrarrestar esta persecución, el ejército y el Ministerio de Defensa han desarrollado un plan según el cual un programa anterior al ejército preparará a los jóvenes para el servicio militar, y se abrirán pequeños centros de alistamiento en Haifa, Nazaret y Ma'alot para estar más cerca de ellos, además, el Knesset aprobó una ley en el 2016, destinada a proteger a los cristianos que se alistan en el ejército israelí. Esto ha logrado que de los 1400 potenciales cadetes cristianos anuales, unos 100 se alistaran en la armada en el 2015.

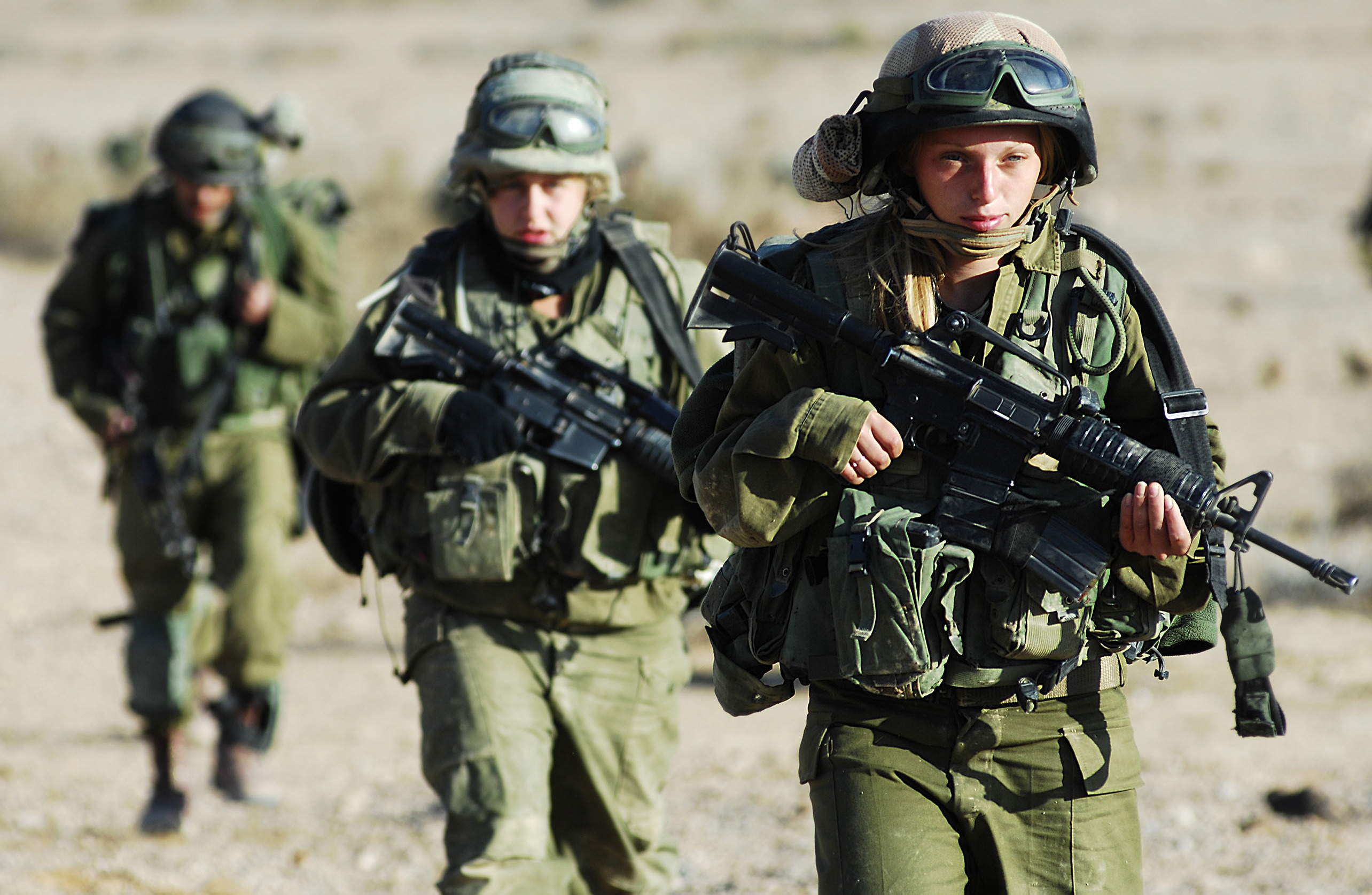
Sesión de entrenamiento del batallón mixto Caracal.

Elinor Joseph, de Haifa, fue la primera mujer soldado de combate cristiana de las Fuerzas de Defensa de Israel. Tras el bombardeo que sufrió Israel por parte de Hezbolá en 2006, Elinor dijo: «...Hubo un Katyusha que cayó cerca de mi casa y también hirió árabes. Si alguien me dijera que servir en las Fuerzas de Defensa de Israel significa matar árabes, les recuerdo que los árabes también matan árabes».
En octubre de 2012, el ejército promovió a Mona Abdo para ser la primera mujer israelí cristiana con el rango de comandante de combate. Inicialmente Abdo se alistó como voluntaria en el ejército israelí alentada por su familia, para posteriormente ser transferida al cuerpo de artillería del Batallón Caracal, una unidad mixta, integrada por soldados judíos, arameos y árabes.

### Beduinos y árabes israelíes

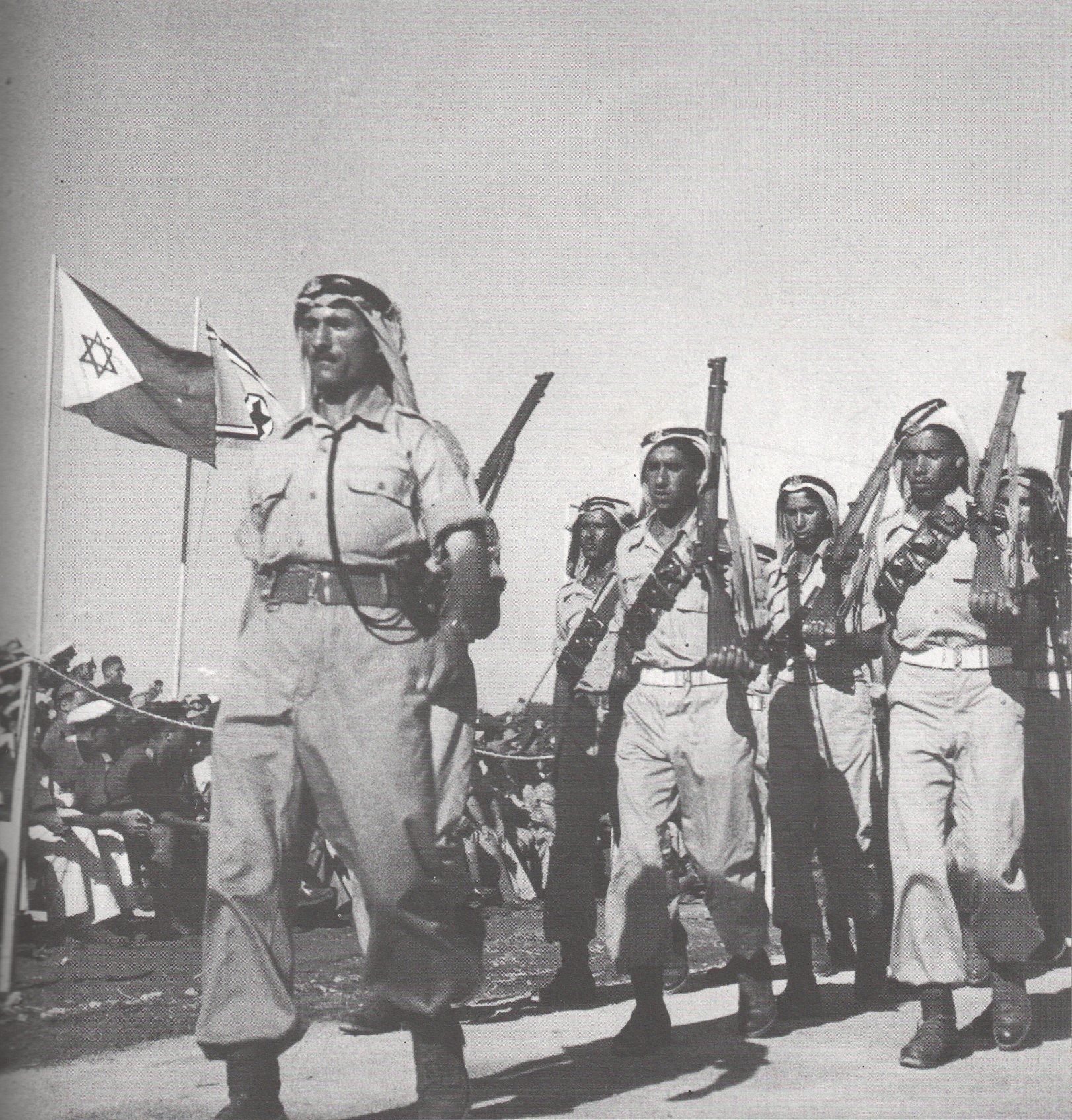
Soldados beduinos (1949)

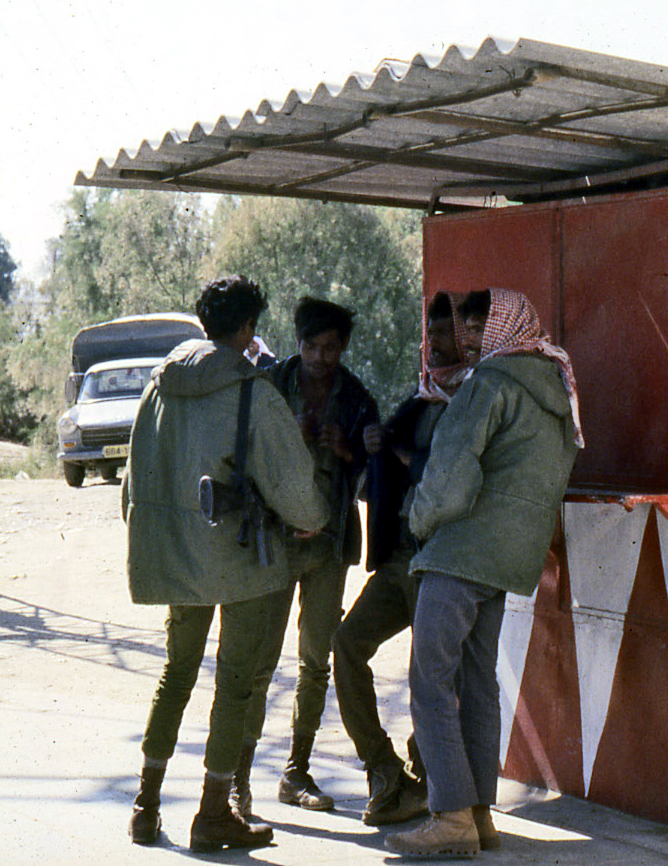
Soldados árabes israelíes, sirviendo en la Galilea. (1978)

Por ley, todos los ciudadanos israelíes están sujetos a la conscripción. El ministro de Defensa tiene total discreción para conceder la exención a ciudadanos o grupos de ciudadanos. Existe una política gubernamental de larga data para alentar a los beduinos de ser voluntarios, ofreciéndoles diversos incentivos. Todos los ciudadanos israelíes musulmanes son aceptados como voluntarios, incluso a una edad mayor de 23 años.
Seis árabes israelíes han recibido condecoraciones, como resultado de su servicio militar, de ellos el más famoso es un oficial beduino, el teniente coronel Amos Yarkoni, quien recibió la Medalla de Servicios Distinguidos. Vahid el Huzil fue el primer beduino comandante de batallón.
En lugar de servicio en el ejército, muchos jóvenes árabes israelíes tienen la opción de ser voluntarios en el Sherut Leumi (Servicio nacional) y recibir beneficios similares a los que reciben los soldados licenciados. Los voluntarios se asignan generalmente a las poblaciones árabes, donde ayudan en los asuntos sociales y comunitarios. En el 2010 había seis veces más voluntarios árabes en el servicio nacional que en el 2005. 
Según fuentes de la Administración del Servicio Nacional, los líderes árabes están aconsejando a los jóvenes a abstenerse de realizar servicios para el Estado. Según un funcionario del Servicio Nacional: «Durante años, el liderazgo árabe ha exigido, con razón, los beneficios para los jóvenes árabes similares a los que reciben los soldados licenciados. Ahora, cuando la oportunidad está disponible, estos mismos líderes rechazan la llamada del estado para alistarse a hacer el servicio y recibir estos beneficios».
A pesar de que los israelíes de ascendencia árabe no están obligados a servir a las FDI, si lo desean pueden alistarse como voluntarios. Una mujer soldado árabe israelí de religión musulmana fue incorporada a la élite de la Unidad táctica de rescate especial 669 de la Fuerza Aérea de Israel, por primera vez en la historia de esta unidad.

## Acusaciones de crímenes de guerra y de lesa humanidad
Las FDI se han visto envueltas en una serie de controversias sobre su historial de derechos humanos, y han sido acusadas por organizaciones tales como B'tselem, Amnistía Internacional, el Comité Internacional de la Cruz Roja (CICR) y Human Rights Watch de violar las leyes de la guerra. También han sido acusadas de maltrato contra los palestinos, saqueos y destrucción de sus propiedades. 
Por otra parte las FDI realizan advertencias previas a los pobladores civiles antes de la realización de una acción militar, a fin de conseguir la evacuación de una zona o un edificio y evitar excesivas muertes entre los civiles —Sin embargo Amnistía Internacional ha denunciado que dicha práctica, llamada roof knocking (golpear el techo), no constituye una «alerta eficaz» de ataques posteriores—. Esta práctica tuvo lugar tanto en el año 2009 durante la operación Plomo Fundido, como así también en el año 2012 durante la operación Pilar Defensivo y en el año 2014 durante la operación Margen Protector.

### Uso de fósforo blanco
En 2010, las FDI admitieron haber usado fósforo blanco contra zonas urbanas durante la campaña de 2009 en la Franja de Gaza, un hecho que habían denunciado previamente Human Rights Watch y Amnistía Internacional, calificándolo de un error por el que dos altos mandos del ejército habían sido castigados, medida disciplinaria que el propio ejército israelí negó después. Los proyectiles de fósforo blanco se habían usado contra la principal oficina de la ONU en Gaza, un almacén y una escuela de la ONU y contra el hospital al-Quds, así como en la localidad de Beit Lahia.
El 31 de octubre de 2023 durante la guerra de Israel-Gaza, después de una investigación, Amnistía Internacional declaró que un ataque israelí con fósforo blanco el 16 de octubre fue indiscriminado, ilegal y «debe ser investigado como un crimen de guerra», debido a su uso en la poblada ciudad libanesa de Dhayra, que hirieron al menos a nueve civiles. El 2 de noviembre, Amnistía Internacional declaró que sus investigaciones sobre cuatro incidentes ocurridos los días 10, 11, 16 y 17 de octubre mostraban que Israel había utilizado municiones de fósforo blanco. En el Líbano, las bombas de fósforo blanco de Israel han destruido más de 4,5 millones de metros cuadrados de bosque en el sur del país, con pérdidas económicas valoradas en casi 20 millones de dólares. Una investigación llevada a cabo por el periódico estadounidense The Washington Post descubrió que el fósforo blanco utilizado en el ataque de octubre que hirió a nueve personas en el Líbano fue suministrado por Estados Unidos.
Un informe de la Oficina del Alto Comisionado de las Naciones Unidas para los Derechos Humanos (ACNUDH), publicado el 8 de octubre de 2024, denunciaba que Israel utilizó munición de fósforo blanco, un químico incendiario capaz de causar «horribles y dolorosas heridas», en al menos 24 ocasiones en el conflicto en Gaza. Dicho informe, que se centra principalmente en seis meses del conflicto comprendidos entre noviembre de 2023 y abril de 2024, sostiene que las FDI utilizaron el arma incendiaria seis veces en la capital de Gaza, nueve en el centro de la Franja y tres en Jan Yunis, algunos de ellos en campos de refugiados densamente poblados. Así, por ejemplo, la  ACNUDH verificó un incidente el 25 de diciembre en el que «un bebé resultó quemado por fósforo blanco en una escuela en el campo de Al Bureij».

### Uso de escudos humanos
Durante el curso de la Segunda Intifada (2000-2005), el ejército israelí utilizó a civiles palestinos locales como escudos humanos en unas 1200 ocasiones, lo que fue denunciado por organizaciones de derechos humanos, algo que el propio Tribunal Supremo de Israel prohibió y declaró contrario al derecho internacional.
Estas prácticas incluían tanto la colocación forzada de civiles en la línea de fuego como el uso forzado de civiles para entablar negociaciones con milicianos atrincherados. La decisión del Tribunal Supremo llegó tras la muerte de un adolescente palestino al que soldados israelíes habían enviado a exigir la rendición de un miliciano. Sin embargo, el ejército israelí ha seguido usando este procedimiento desde entonces. En 2007 la ONG israelí B'Tselem registró catorce casos de uso de escudos humanos, incluidos dos niños en Nablus.
En la guerra de Gaza de 2008-2009, dos soldados israelíes obligaron a un niño palestino de 9 años a abrir una bolsa en la que sospechaban que había una bomba (ambos soldados fueron condenados a tres meses de cárcel por los hechos). El Comité de los Derechos del Niño de las Naciones Unidas condenó en 2013 el uso por parte del ejército israelí de al menos catorce niños palestinos como escudos humanos o informantes entre 2010 y 2013. Prácticas similares fueron registradas por la ONG israelí B'Tselem en la guerra de Gaza de 2014. Durante la guerra de Gaza, soldados israelíes usaron a un civil palestino como escudo humano durante una incursión en la localidad cisjordana de Dura.
El 13 de agosto de 2024 el diario israelí Haaretz publicó una investigación basada en el testimonio de numerosos soldados israelíes, en el que afirmaba que los adolescentes y adultos palestinos son utilizados sistemáticamente como escudos humanos en la exploración de la red de túneles o edificios durante las operaciones militares israelíes en la Franja de Gaza. Estos palestinos están vestidos, a excepción de las zapatillas de deporte, para parecerse a soldados israelíes, esposados, con los ojos vendados y, con una cámara de vídeo pegada al cuerpo, son enviados a casas donde se sospecha que se esconden combatientes de Hamás, o a túneles que podrían contener trampas explosivas. En ocasiones, incluso hombres palestinos de edad avanzada han sido obligados a realizar este trabajo. Según el informe, esta práctica se lleva a cabo con el conocimiento de altos funcionarios militares, incluido el jefe del Estado Mayor del Ejército, Herzi Halevi. Según la investigación, a los soldados implicados se les dice que «nuestras vidas son más importantes que las suyas». Esta práctica viola el derecho internacional humanitario y las Convenciones de Ginebra, que prohíben el uso de civiles como escudos humanos.
En un artículo de octubre de 2024, The New York Times expuso cómo el ejército israelí ha estado utilizando a civiles como escudos humanos de manera rutinaria. De hecho, Michael N. Schmitt, profesor de West Point experto en el uso de escudos humanos en conflictos armados, explicó que el ejército israelí es el único que usa actualmente a civiles como escudos humanos, si bien recordó que el ejército estadounidense hizo lo propio en la guerra de Vietnam. En la mayoría de los casos, según el profesor Schmitt, esto constituye un crimen de guerra. La investigación de The New York Times confirmó el uso de escudos humanos por al menos once escuadrones distintos del ejército israelí en cinco ciudades gazatíes distintas. Siete soldados israelíes entrevistados por el Times confirmaron que se trata de una práctica rutinaria y organizada desde niveles altos del escalafón militar. En uno de los numerosos casos recopilados por este diario, un adolescente de 17 años fue maniatado y obligado a caminar por las ruinas de Jan Yunis para detectar posibles artefactos explosivos. En otros casos, se ha obligado a civiles a entrar en túneles con cámaras de vídeo en la cabeza para descubrir si había milicianos palestinos ocultos en ellos, se les ha forzado a caminar por edificios sospechosos de contener minas antipersona, se les a dicho que recojan del suelo objetos sospechosos y que muevan generadores y depósitos de agua que los soldados temían que estuviesen conectados a una bomba trampa.
El 8 de enero de 2025, la prensa israelí hizo pública la muerte de un escudo humano palestino usado durante meses por el ejército israelí en la Franja de Gaza y ejecutado «por error» por un oficial en un campamento militar israelí. Por otro lado, el diario israelí Haaretz ha documentado el amplio uso de civiles como escudos humanos por parte del ejército israelí, al que se refiere como «protocolo mosquito». Cada pelotón cuenta con un civil como escudo humano, lo que supone cuatro escudos humanos por compañía, doce por batallón y 36 por brigada.

### Limpieza étnica
Aunque el término de limpieza étnica comenzó a usarse varias décadas después, durante la guerras yugoslavas, numerosos autores sostienen que el ejército israelí llevó a cabo una limpieza étnica de la población árabe palestina del antiguo Mandato británico de Palestina antes, durante y después de la guerra árabe-israelí de 1948. Las órdenes de expulsión se aplicaron en un total de 225 localidades. Unas 350 o 400 localidades fueron despobladas, la mayoría de ellas destruidas o reocupadas por inmigrantes judíos. Uno de los casos más destacados fue la toma de las ciudades de Lod y Ramla, tras la que el ejército israelí expulsó a sus 50.000 habitantes, muchos de los cuales murieron durante la marcha a pie hacia las líneas árabes. La orden de expulsión fue firmada por Isaac Rabin. Algo similar ocurrió en la ciudad de Beisán, cuyos habitantes fueron expulsados a Nazaret o más allá del río Jordán. Entre el 15 de mayo y el 15 de junio de 1948, la brigada Alexandroni expulsó a los habitantes árabes palestinos de más de 60 aldeas y pueblos de la llanura litoral entre Haifa y Tel Aviv. El 21 de octubre, el ejército israelí capturó Beerseba y expulsó a sus ciudadanos árabes palestinos hacia la Franja de Gaza. Los refugiados que intentaron volver en noviembre fueron detenidos y expulsados de nuevo. En enero de 1949, los 355 habitantes árabes palestinos de Majd al-Krum fueron subidos a camiones del ejército israelí y llevados a la región del Uadi Ara, bajo control iraquí en ese momento. Otros miles de habitantes de la Galilea fueron expulsados en la zona de Yenín. Las tribus beduinas catalogadas de «hostiles» fueron expulsadas a Egipto y Transjordania. En 1950, los aproximadamente 1600 habitantes de Majdal fueron expulsados a la Franja de Gaza, y su localidad pasó a formar parte de Ascalón.

### Ataques contra instalaciones sanitarias
El 5 de diciembre de 2023, la Organización Mundial de la Salud (OMS) confirmó que desde el inicio de la Guerra de Gaza, el 7 de octubre, se han producido cerca de 600 ataques de las Fuerzas de Defensa de Israel contra hospitales y otras infraestructuras médicas en los territorios palestinos. En concreto se han producido en la Franja de Gaza 304 ataques, que han afectado a 94 centros de atención sanitaria —incluidos 26 de 36 hospitales dañados— y 79 ambulancias y en Cisjordania, se han notificado 286 ataques, que han afectado unos 24 centros de salud y 212 ambulancias. Como consecuencia de estos ataques, 613 personas —606 en Gaza y siete en Cisjordania— han muerto en instalaciones sanitarias y más de 770 han resultado heridas.
El 5 de enero de 2024, el Ministerio de Salud de Gaza declaró que al menos 326 miembros del personal médico y de la defensa civil habían muerto y que 30 hospitales y 150 centros de salud y otras instituciones sanitarias habían cesado sus actividades debido a los ataques israelíes y a la escasez de combustible necesario para operar los generadores de energía. Además 104 ambulancias habían resultado destruidas debido a los ataques israelíes. Además, han sido destruidas 126 sedes gubernamentales, 90 escuelas y universidades han quedado completamente fuera de servicio, 370 centros de enseñanza parcialmente dañados; mientras que más de 300 mezquitas han sido total o parcialmente destruidas, así como tres iglesias.

### Acusaciones de la ONU
En junio de 2024, una comisión de la ONU que investiga los crímenes que se están produciendo en la guerra de Gaza, concluyó que las autoridades de Israel son responsables de crímenes de guerra y de lesa humanidad al implicar «ataques sistemáticos contra la población civil», según un informe publicado por dicha comisión que analizó seis ataques israelíes contra edificios residenciales, campos de refugiados, una escuela y un mercado. Los ataque causaron un elevado número de víctimas civiles y una enorme destrucción de objetos no militares, «planteando serias dudas sobre la aplicación de las leyes de la guerra en cuanto a respeto de los principios de distinción, proporcionalidad y precaución». El reputado jurista Chris Sidoti, que integra dicha comisión, dijo que el Ejército de Israel «es uno de los más criminales del mundo». Sidoti hizo estas declaraciones con relación a una declaración de Benjamín Netanyahu, primer ministro de Israel, donde afirmaba que el Ejército de Israel es el «más moral del mundo».